# Olympische Sommerspiele 2016/Leichtathletik – 4 × 100 m (Frauen)

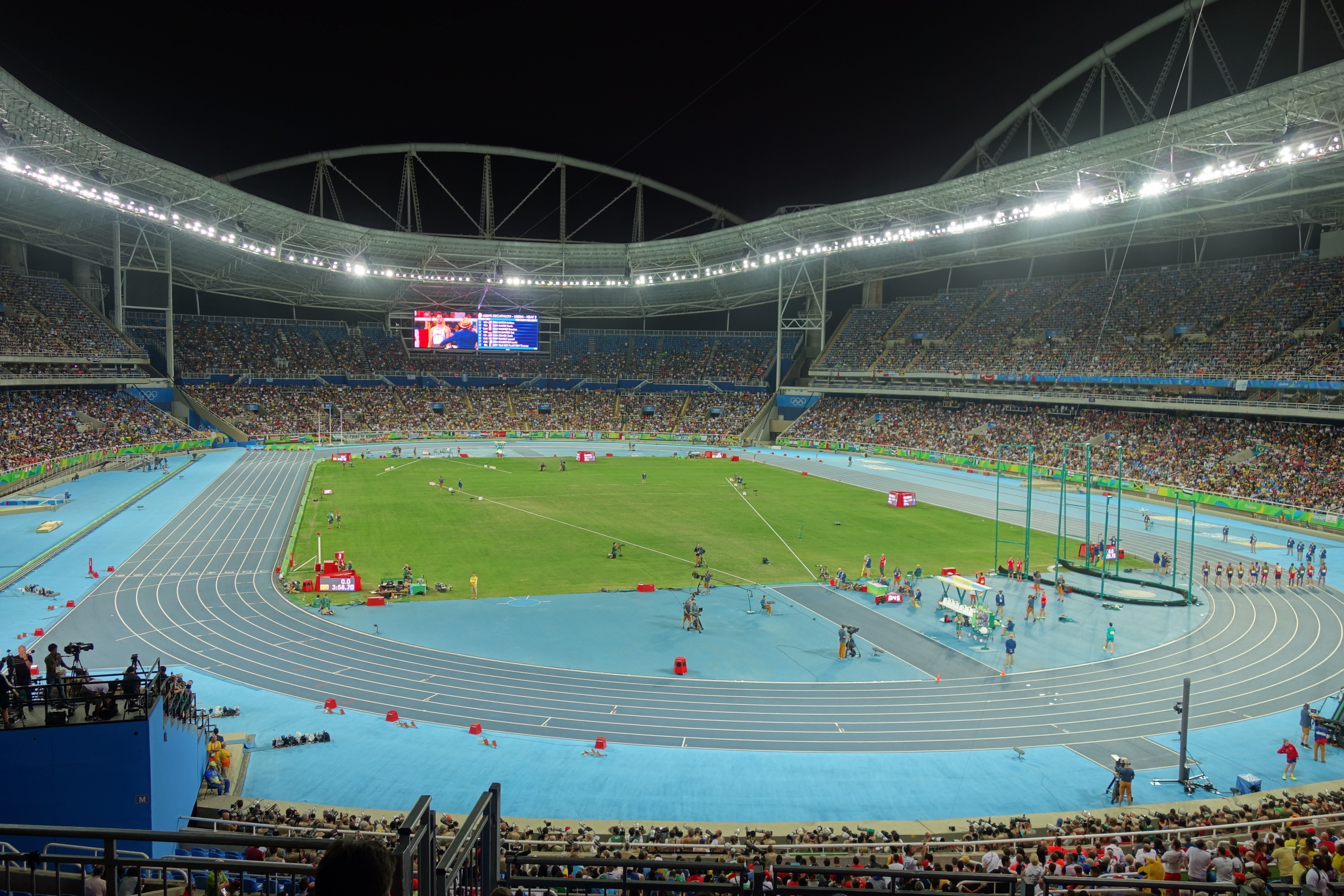
Innenraum des Estádio Olímpico João Havelange während der Spiele von Rio

Die 4-mal-100-Meter-Staffel der Frauen bei den Olympischen Spielen 2016 in Rio de Janeiro wurde am 18. und 19. August 2016 im Estádio Nilton Santos ausgetragen. In sechzehn Staffeln nahmen 57 Athletinnen teil.
Die Goldmedaille gewann die Staffel der USA mit Tianna Bartoletta, Allyson Felix, English Gardner und Tori Bowie (Finale) sowie der im Vor- und Hoffnungslauf außerdem eingesetzten Morolake Akinosun.
Silber ging an Jamaika in der Besetzung Christania Williams (Finale), Elaine Thompson (Finale), Veronica Campbell-Brown und Shelly-Ann Fraser-Pryce sowie den im Vorlauf außerdem eingesetzten Simone Facey und Sashalee Forbes.
Großbritannien (Asha Philip, Desiree Henry, Dina Asher-Smith, Daryll Neita) errang die Bronzemedaille.
Auch die im Vorlauf für die Medaillengewinnerinnen eingesetzten Läuferinnen aus den Vereinigten Staaten und Jamaika erhielten entsprechendes Edelmetall.
Die deutsche Staffel erreichte das Finale und wurde Vierte.

Die Schweizer Staffel schied in der Vorrunde aus.

Staffeln aus Österreich und Liechtenstein nahmen nicht teil.

## Aktuelle Titelträgerinnen
| Olympiasiegerinnen                         | USA                 | 40,82 s | London 2012    |
| Weltmeisterinnen                           | Jamaika             | 41,07 s | Peking 2015    |
| Europameisterinnen                         | Niederlande         | 42,04 s | Amsterdam 2016 |
| Nord-/Zentralamerika-/Karibik-Meisterinnen | USA                 | 42,24 s | San José 2015  |
| Südamerika-Meisterinnen                    | Venezuela           | 44,28 s | Lima 2015      |
| Asienmeisterinnen                          | Volksrepublik China | 43,10 s | Wuhan 2015     |
| Afrikameisterinnen                         | Südafrika           | 43,66 s | Durban 2016    |
| Ozeanienmeisterinnen                       | Papua-Neuguinea     | 46,31 s | Cairns 2015    |

## Rekorde

### Bestehende Rekorde
| Weltrekord         | USA (Tianna Madison, Allyson Felix, Bianca Knight, Carmelita Jeter) | 40,82 s | Finale OS London, Großbritannien | 10. August 2012 |
| Olympischer Rekord | USA (Tianna Madison, Allyson Felix, Bianca Knight, Carmelita Jeter) | 40,82 s | Finale OS London, Großbritannien | 10. August 2012 |

Der bestehende olympische Rekord, gleichzeitig Weltrekord, wurde bei diesen Spielen nicht erreicht. Die schnellste Zeit erzielten die Olympiasiegerinnen aus den Vereinigten Staaten im Finale am 19. August mit 41,01 s. Damit verfehlten sie den Rekord um nur neunzehn Hundertstelsekunden.

### Rekordverbesserung
Es wurde ein Landesrekord aufgestellt:
- 41,77 s – Großbritannien (Asha Philip, Desiree Henry, Dina Asher-Smith, Daryll Neita), Finale am 19. August

Anmerkung:
Alle Zeitangaben sind auf die Ortszeit Rio (UTC-3) bezogen.

## Doping
In diesem Wettbewerb kam es zu einem nachträglich ermittelten Dopingfall:

Die unter anderem bei diesen Spielen erzielten Resultate der Ukrainerin Olessja Powch wurden im März 2019 annulliert, nachdem bei Nachtests ihrer Dopingproben von den Spielen 2016 das Sexualhormon Testosteron nachgewiesen worden war. Betroffen davon war die zunächst sechstplatzierte ukrainische Sprintstaffel. Auch Olessja Powchs Ergebnis im 100-Meter-Einzellauf, in dem sie das Halbfinale erreicht hatte, wurde ihr aberkannt.
Benachteiligt wurde das Team der Volksrepublik China, das aufgrund der Zeitregel anstelle der Ukraine im Finale hätte starten dürfen.

## Vorrunde
Die Vorrunde wurde in zwei Läufen durchgeführt. Für das Finale qualifizierten sich pro Lauf die ersten drei Staffeln (hellblau unterlegt). Darüber hinaus kamen die beiden nachfolgend zeitschnellsten Teams, die sogenannten Lucky Loser (hellgrün unterlegt), weiter.

### Lauf 1
18. August 2016, 11:40 Uhr
| Platz | Nation              | Besetzung                                                                                        | Zeit (s) | Anmerkung                              |
| ----- | ------------------- | ------------------------------------------------------------------------------------------------ | -------- | -------------------------------------- |
| 1     | Jamaika             | Simone Facey (Vorlauf) Sashalee Forbes (Vorlauf) Veronica Campbell-Brown Shelly-Ann Fraser-Pryce | 41,79    |                                        |
| 2     | Großbritannien      | Asha Philip Desiree Henry Dina Asher-Smith Daryll Neita                                          | 41,93    |                                        |
| 3     | Kanada              | Farah Jacques Crystal Emmanuel Phylicia George Khamica Bingham                                   | 42,70    |                                        |
| 4     | Volksrepublik China | Yuan Qiqi Wei Yongli Ge Manqi Liang Xiaojing                                                     | 42,70    | eigentlich für das Finale qualifiziert |
| 5     | Niederlande         | Jamile Samuel Dafne Schippers Tessa van Schagen Naomi Sedney                                     | 42,88    |                                        |
| 6     | Polen               | Ewa Swoboda Marika Popowicz-Drapała Klaudia Konopko Anna Kiełbasińska                            | 43,33    |                                        |
| 7     | Ghana               | Flings Owusu-Agyapong Gemma Acheampong Beatrice Gyaman Janet Amponsah                            | 43,37    |                                        |
| DOP   | Ukraine             | Olessja Powch Natalija Pohrebnjak Marija Rjemjen Jelysaweta Bryshina                             | 42,49    | für das Finale zugelassen              |

### Lauf 2
18. August 2016, 11:48 Uhr
In diesem Lauf kam es beim zweiten Wechsel zu einem Zwischenfall. Die brasilianische Staffel wechselte von Franciela Krasucki auf Kauiza Venancio, die US-Staffel von Allyson Felix auf English Gardner. Krasucki, auf Bahn drei laufend, schlug dabei unabsichtlich mit ihrem Ellenbogen auf die Staffelhand von Felix, die auf Bahn zwei lief. Während die brasilianische Staffel ihr Rennen fortsetzen konnte, glitt Felix der Staffelstab zu Boden. Die Schiedsrichter werteten den Zwischenfall als Behinderung und disqualifizierten die brasilianische Staffel. Der US-Staffel wurde ein „Hoffnungslauf“ für die Qualifikation eingeräumt. Die alleine laufende US-Staffel musste dabei eine bessere Zeit als 42,70 s laufen, um damit anstelle der Volksrepublik China ins Finale einziehen zu können.
| Platz | Nation              | Besetzung                                                                              | Zeit (s)                                           | Anmerkung                                             |
| ----- | ------------------- | -------------------------------------------------------------------------------------- | -------------------------------------------------- | ----------------------------------------------------- |
| 1     | Deutschland         | Tatjana Pinto Lisa Mayer Gina Lückenkemper Rebekka Haase                               | 42,18                                              |                                                       |
| 2     | Nigeria             | Gloria Asumnu Blessing Okagbare Jennifer Madu Agnes Osazuwa                            | 42,55                                              |                                                       |
| 3     | Trinidad und Tobago | Semoy Hackett Michelle-Lee Ahye Kelly-Ann Baptiste Khalifa St. Fort                    | 42,62                                              |                                                       |
| 4     | Frankreich          | Floriane Gnafoua Céline Distel-Bonnet Jennifer Galais Stella Akakpo                    | 43,07                                              |                                                       |
| 5     | Schweiz             | Ajla Del Ponte Sarah Atcho Ellen Sprunger Salomé Kora                                  | 43,12                                              |                                                       |
| DSQ   | Kasachstan          | Rima Kaschafutdinowa Wiktorija Sjabkina Julija Rachmanowa Olga Safronowa               |                                                    | Weltleichtathletikverband Regel 163.3a Bahnübertreten |
| DSQ   | Brasilien           | Bruna Farias Franciela Krasucki Kauiza Venâncio Rosângela Santos                       | Weltleichtathletikverband Regel 163.2b Behinderung |                                                       |
| DNF   | USA                 | Tianna Bartoletta Allyson Felix English Gardner Morolake Akinosun (Vor-/Hoffnungslauf) |                                                    |                                                       |

### Hoffnungslauf
Die US-Staffel, die wegen einer Behinderung im zweiten Vorlauf den Stab verloren und das Ziel nicht erreicht hatte, erhielt hier eine zweite Chance auf die Finalteilnahme. Das alleine laufende Team musste dabei eine bessere Zeit als die bislang mit 42,70 s über die Zeitregel für das Finale qualifizierten Chinesinnen. Mit 41,77 s gelang den US-amerikanischen Sprinterinnen dies problemlos. Die Volksrepublik China schied allerdings nur aus, weil die vor ihr liegende Staffel aus Kanada lediglich im Tausendstelsekundenbereich schneller war, auch Kanada war mit 42,70 s ins Ziel gelaufen. Später stellte sich dann wie im Abschnitt „Doping“ oben beschrieben, dass die chinesische Staffel anstelle der Mannschaft aus der Ukraine mit einer gedopten Sprinterin doch startberechtigt gewesen wäre.
18. August 2016, 19:00 Uhr
| Platz | Nation | Besetzung                                                                              | Zeit (s) |
| ----- | ------ | -------------------------------------------------------------------------------------- | -------- |
| 1     | USA    | Tianna Bartoletta Allyson Felix English Gardner Morolake Akinosun (Vor-/Hoffnungslauf) | 41,77    |

## Finale
19. August 2016, 22:15 Uhr
| Platz | Nation              | Besetzung | Zeit (s) | Anmerkung |
| ----- | ------------------- | --- | -------- | --------- |
| 1     | USA                 | Tianna Bartoletta Allyson Felix English Gardner Tori Bowie (Finale) im Vor-/Hoffnungslauf außerdem: Morolake Akinosun                                   | 41,01    |           |
| 2     | Jamaika             | Christania Williams (Finale) Elaine Thompson (Finale) Veronica Campbell-Brown Shelly-Ann Fraser-Pryce im Vorlauf außerdem: Simone Facey Sashalee Forbes | 41,36    |           |
| 3     | Großbritannien      | Asha Philip Desirèe Henry Dina Asher-Smith Daryll Neita                                                                                                 | 41,77    | NR        |
| 4     | Deutschland         | Tatjana Pinto Lisa Mayer Gina Lückenkemper Rebekka Haase                                                                                                | 42,10    |           |
| 5     | Trinidad und Tobago | Semoy Hackett Michelle-Lee Ahye Kelly-Ann Baptiste Khalifa St. Fort                                                                                     | 42,12    |           |
| 6     | Kanada              | Farah Jacques Crystal Emmanuel Phylicia George Khamica Bingham                                                                                          | 43,15    |           |
| 7     | Nigeria             | Gloria Asumnu Blessing Okagbare Jennifer Madu Agnes Osazuwa                                                                                             | 43,21    |           |
| DOP   | Ukraine             | Olessja Powch Natalija Pohrebnjak Marija Rjemjen Jelysaweta Bryshina                                                                                    | 42,36    | [ 2 ]     |

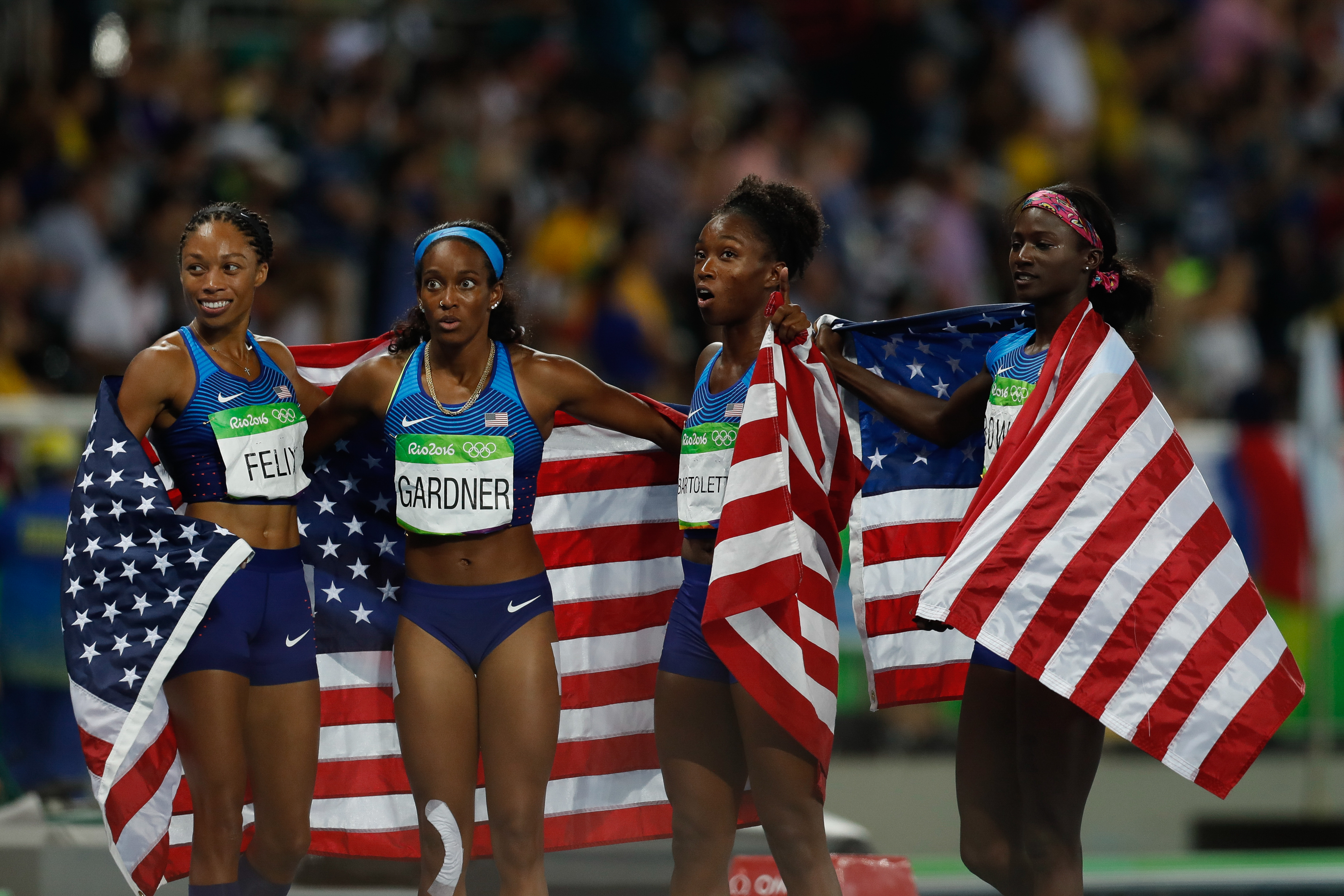
Die siegreiche US-Staffel:
(v. l. n. r.) Allyson Felix, English Gardner, Tianna Bartoletta, Tori Bowie

Die Staffel der USA war als Weltrekordteam favorisiert und hatte sich im Hoffnungslauf für das Finale qualifizieren können. In diesem Endlauf traf die US-Mannschaft auf die Weltmeisterinnen von 2013 und 2015 aus Jamaika sowie die deutsche Staffel, die bis dahin die Weltjahresbestzeit mit 41,62 s hielt, bei den Europameisterschaften allerdings nur Platz drei belegt hatte. Auch Vizeeuropameister Großbritannien galt als Medaillenkandidat, während die Europameisterinnen aus den Niederlanden schon im Vorlauf ausgeschieden waren.
Es gab gegenüber den Vorläufen folgende Besetzungsänderungen:
- USA – Tori Bowie für Morolake Akinosun
- Jamaika – Christania Williams für Simone Facey und Elaine Thompson für Sashalee Forbes.

Tianna Bartoletta, die Siegerin im Weitsprung, übernahm als Startläuferin die Führung für die auf Bahn eins laufende US-Staffel. Allyson Felix konnte die Führung weiter ausbauen, während hinter ihr die Doppelolympiasiegerin Elaine Thompson die Jamaikanerinnen auf Platz zwei brachte. In der letzten Kurve glich English Gardner für die USA die Kurvenvorgabe auf Deutschland (Bahn vier) aus. Beim letzten Wechsel auf Tori Bowie führten die Vereinigten Staaten mit drei Metern Vorsprung auf Jamaika. Um Bronze kämpften die Teams aus Großbritannien sowie Trinidad und Tobago. Die US-Schlussläuferin Tori Bowie ließ ihren Lauf austrudeln, sodass Shelly-Ann Fraser-Pryce für Jamaika noch etwas herankam, was allerdings nicht zum Sieg reichte. Großbritannien sicherte sich die Bronzemedaille, die deutsche Staffel kam noch vor Trinidad und Tobago auf Platz vier ins Ziel.
Im 21. olympischen Finale gab es den elften Sieg einer US-Staffel. Die US-Athletinnen liefen dabei die bislang zweitschnellste Zeit in der Geschichte der Sprintstaffel der Frauen.

## Videolinks
- Women 4x100 relay finals Rio Olympic 2016, youtube.com, abgerufen am 10. Mai 2022
- USA 4x100m Relay wins gold, youtube.com, abgerufen am 10. Mai 2022
- U.S. 4x100 relay progresses into final after a solo rerun, youtube.com, abgerufen am 10. Mai 2022